# Oger
Pour les articles homonymes, voir Oger.
Pour les articles ayant des titres homophones, voir Augé, Auger et OG.
Oger [ɔʒe] est une ancienne commune française située dans le département de la Marne en région Grand Est.
Le 1er janvier 2018, elle forme avec Gionges, Vertus et Voipreux une nouvelle commune par fusion : Blancs-Coteaux.

## Géographie
Oger est une commune de la Côte des Blancs située sur la route touristique du champagne.
À l'ouest du village, dans la forêt d'Oger, se trouve la réserve naturelle nationale des pâtis d'Oger et du Mesnil-sur-Oger.
| |                    |                                        |
| \| \| Avize \| \| \| Grauves \| Oger \| Flavigny \| \| Gionges \| Le Mesnil-sur-Oger \| Rouffy, Villeneuve-Renneville-Chevigny \| |                    |                                        |
| | Avize              |                                        |
| Grauves | Oger               | Flavigny                               |
| Gionges | Le Mesnil-sur-Oger | Rouffy, Villeneuve-Renneville-Chevigny |

## Toponymie
Le nom de la localité est attesté sous les formes Ogerium (1062) ; Oggerium (1158-1159) ; Ogyer (1185) ; Ogier (vers 1222) ; Ogerum (1224) ; Ogierum (1256-1270) ; Ogier emprès Vertus en Champagne (1404) ; Ogier lez Avise (1444) ; Ogier lez Vertus (1447) ; Oger (1472) ; Ogier lez le Mesnil (1508) ; Ogé (1739).

## Histoire
Fin août, début septembre 1914, durant la Première Guerre mondiale, comme l'ensemble des communes de la Côte des blancs, la commune fut traversée par les troupes Françaises poursuivies par les troupes Allemandes avant d'être une nouvelles fois traversée par les troupes Allemandes en déroute, poursuivies par les forces Françaises après la victoire de la Marne.

## Politique et administration
| Période                                  | Période                      | Identité         | Étiquette            | Qualité |
| ---------------------------------------- | ---------------------------- | ---------------- | -------------------- | --- |
| Les données manquantes sont à compléter. |                              |                  |                      | |
| 1995                                     | En cours (au 4 juillet 2014) | Pascal Desautels | UDFpuis DVD puis UDI | Viticulteur Conseiller général du canton d'Avize (2004→ 2015) Conseiller départemental du Canton de Vertus-Plaine Champenoise depuis 2015 Réélu pour le mandat 2014-2020, |

## Démographie
Les habitants de la commune sont les Ogiats et les Ogiates.
L'évolution du nombre d'habitants est connue à travers les recensements de la population effectués dans la commune depuis 1793. Pour les communes de moins de 10 000 habitants, une enquête de recensement portant sur toute la population est réalisée tous les cinq ans, les populations de référence des années intermédiaires étant quant à elles estimées par interpolation ou extrapolation. Pour la commune, le premier recensement exhaustif entrant dans le cadre du nouveau dispositif a été réalisé en 2007.

En 2015, la commune comptait 561 habitants, en évolution de −2,26 % par rapport à 2009 (Marne : −1,19 %, France hors Mayotte : +2,11 %).
| 1793 | 1800 | 1806 | 1821 | 1831 | 1836 | 1841 | 1846 | 1851 |
| ---- | ---- | ---- | ---- | ---- | ---- | ---- | ---- | ---- |
| 586  | 644  | 652  | 628  | 700  | 673  | 647  | 679  | 669  |

| 1856 | 1861 | 1866 | 1872 | 1876 | 1881 | 1886 | 1891 | 1896 |
| ---- | ---- | ---- | ---- | ---- | ---- | ---- | ---- | ---- |
| 687  | 709  | 642  | 651  | 672  | 663  | 759  | 772  | 832  |

| 1901 | 1906 | 1911 | 1921 | 1926 | 1931 | 1936 | 1946 | 1954 |
| ---- | ---- | ---- | ---- | ---- | ---- | ---- | ---- | ---- |
| 791  | 836  | 884  | 815  | 753  | 736  | 685  | 661  | 648  |

| 1962 | 1968 | 1975 | 1982 | 1990 | 1999 | 2006 | 2007 | 2012 |
| ---- | ---- | ---- | ---- | ---- | ---- | ---- | ---- | ---- |
| 699  | 739  | 717  | 651  | 588  | 558  | 577  | 580  | 577  |

| 2015 | - | - | - | - | - | - | - | - |
| ---- | - | - | - | - | - | - | - | - |
| 561  | - | - | - | - | - | - | - | - |

## Culture et patrimoine

### Lieux et monuments
- Le musée des traditions, de l'amour et du champagne est un musée sur les traditions populaires du mariage en France au XIXe siècle.
- L'église Saint-Laurent du XIIe siècle (église accueillante) avec un clocher de style roman et un chœur gothique au chevet plat[9]. Elle dispose d'un ensemble des vitraux réalisé par le peintre-verrier Gustave Bourgeois[10].
- Fontaines, lavoirs.
- Gîtes ruraux - chambres d'hôtes
- Producteurs de champagne
- Point d'Information Touristique (ouvert de juin à septembre).

Le village possède quatre fleurs au concours des villes et villages fleuris. En 2005, Oger obtient la médaille d'Or du concours européen des villes et villages fleuris à Győr en Hongrie. Le village a fait partie de l'association « Les Plus Beaux Villages de France », mais n'est plus labellisé à ce jour. Deux parcours permettent de découvrir le village : balade fleurie et balade historique.

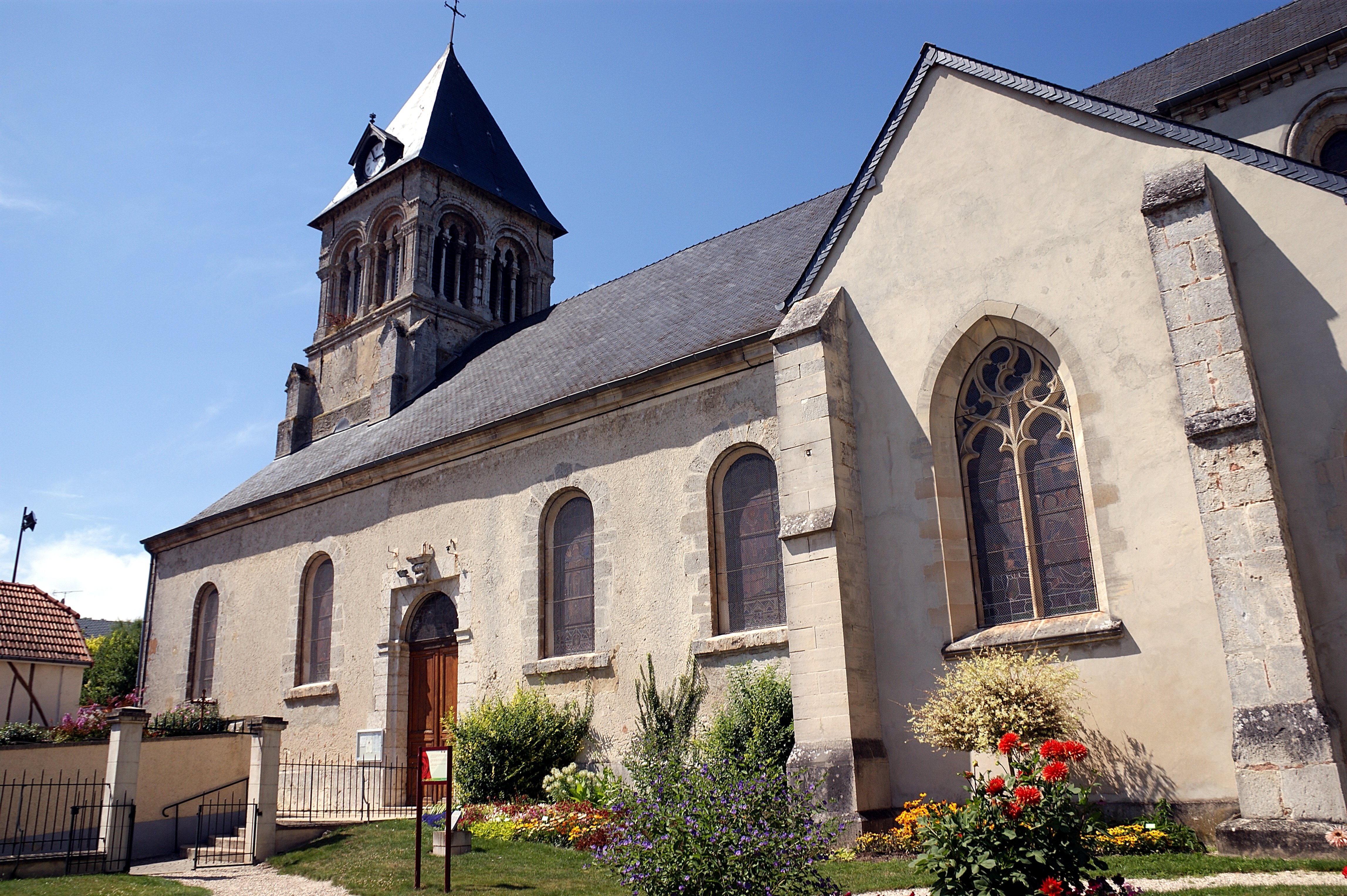
L'église Saint-Laurent.
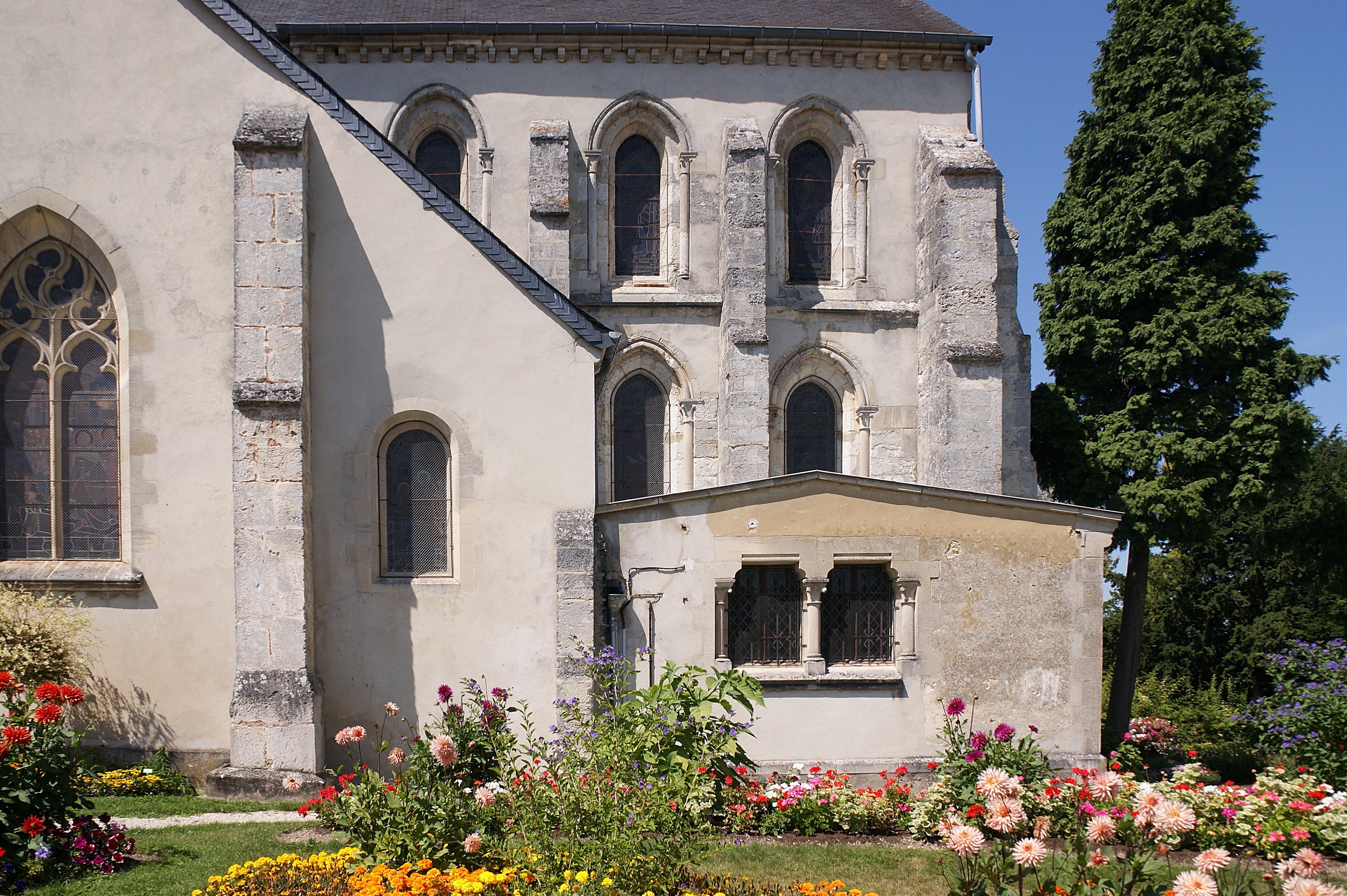
L'église Saint-Laurent côté jardin.
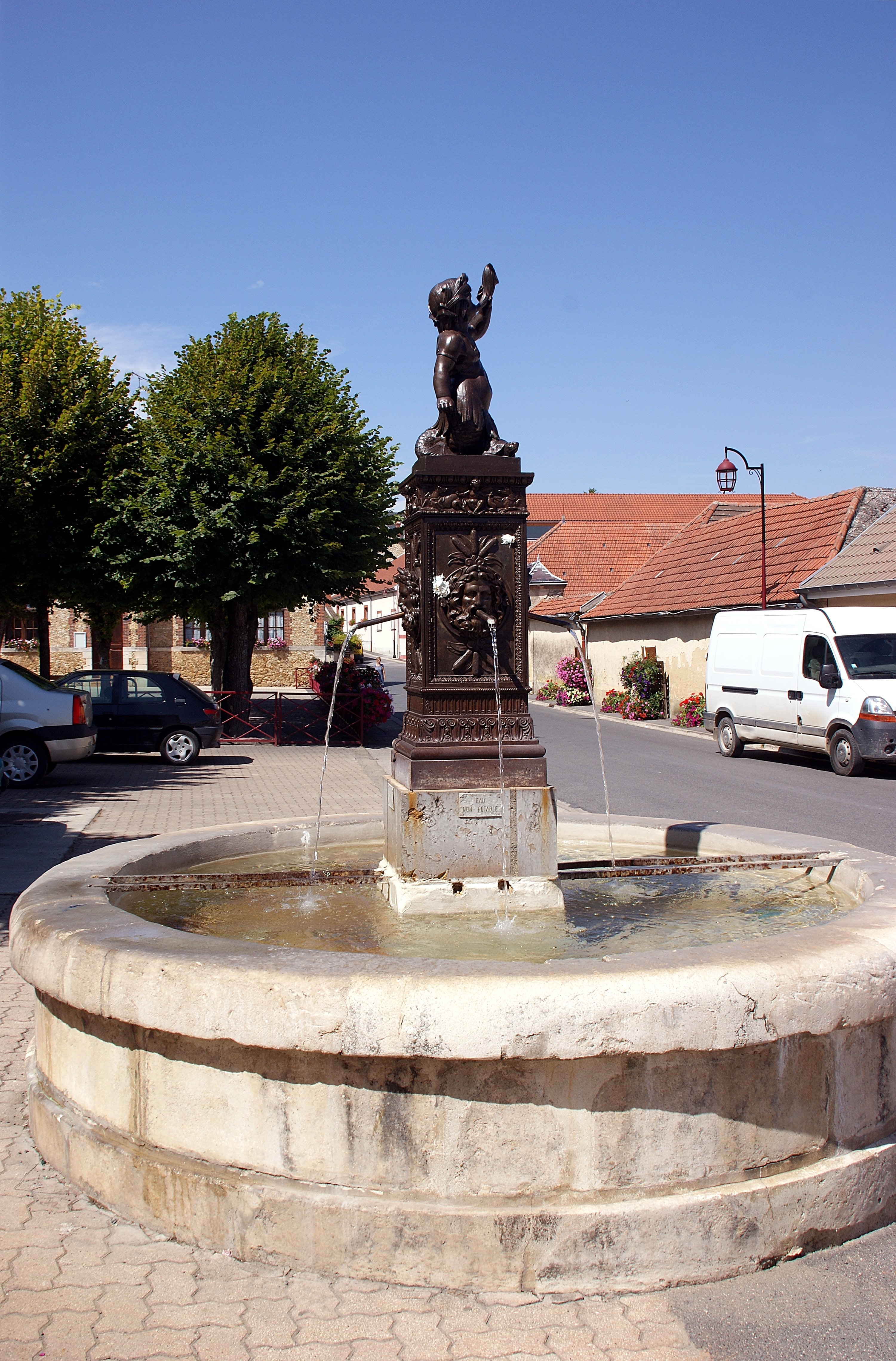
La fontaine devant la mairie.
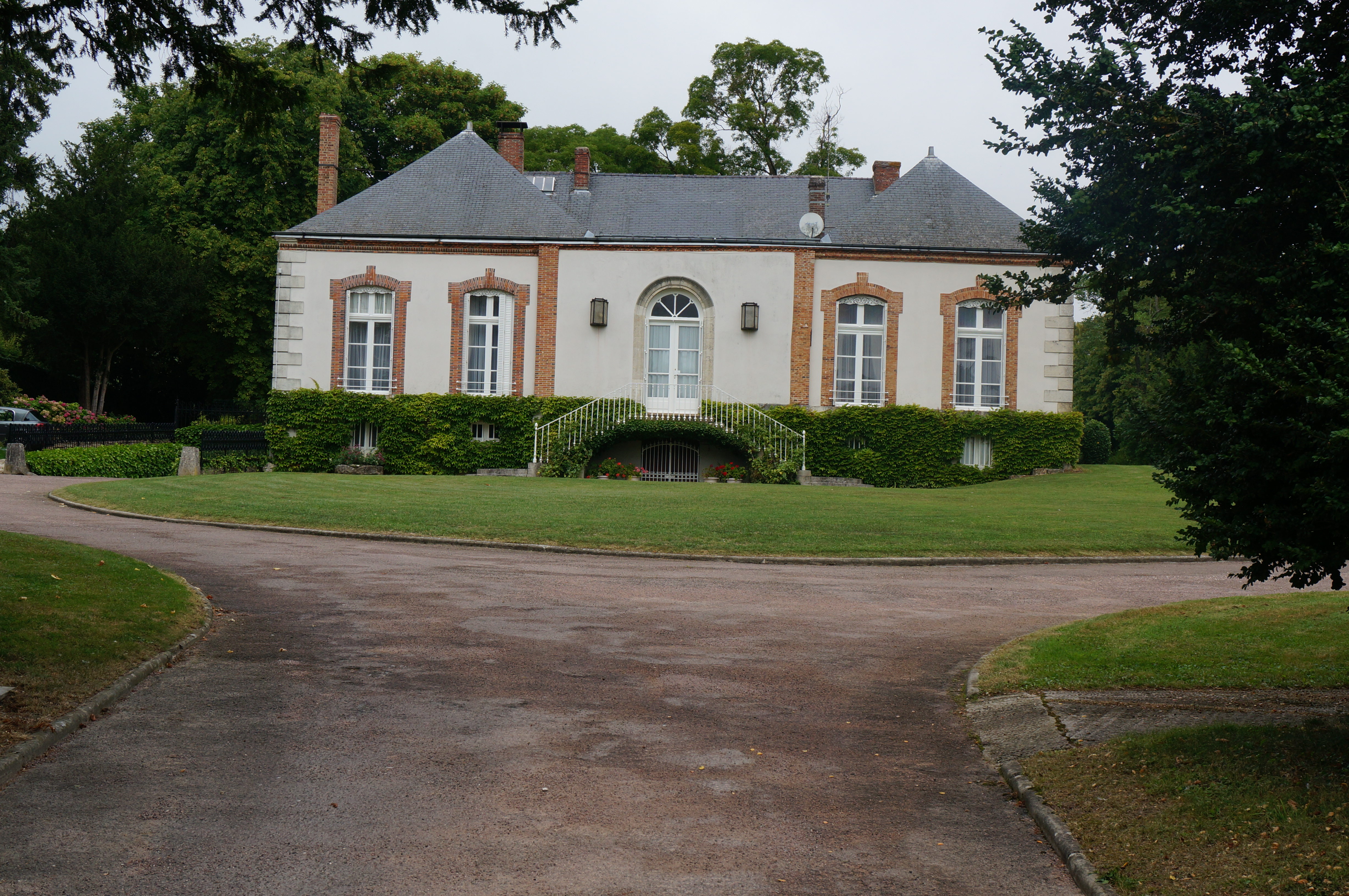
Demeure secondaire de Léon Bourgeois.

### Héraldique
| Armes de Oger | Les armes de la commune se blasonnent ainsi : d'azur aux trois moulinets d'argent emmanchés d'or. |

### Personnalités liées à la commune
- Léon Bourgeois est mort le 29 septembre 1925 au château d'Oger où il résidait. Il a notamment été président du Conseil et lauréat du Prix Nobel de la paix.
- Yvette Lundy (1916-2019), résistante et Commandeur de la Légion d'honneur est native du village.